# Museo Nazionale di Singapore
Il Museo Nazionale di Singapore è un museo pubblico dedicato all'arte, alla cultura e alla storia di Singapore. Situato nel distretto civico, nel centro della città, è il museo più antico del paese. Le sue origini risalgono al 1849, quando venne istituito come sezione di una biblioteca presso la Singapore Institution, con il nome di Raffles Library and Museum.
Il museo conserva e interpreta la storia sociale di Singapore, esplorando eventi e figure chiave che hanno contribuito a plasmare l’identità nazionale.
Nel corso degli anni, il Museo Nazionale di Singapore ha subito numerosi ampliamenti e ristrutturazioni. L’intervento più recente è stato un restauro durato tre anni e mezzo, completato il 2 dicembre 2006. La riapertura ufficiale si è tenuta il 7 dicembre 2006 alla presenza dell’ex Presidente di Singapore S. R. Nathan e del Ministro per l’Informazione, le Comunicazioni e le Arti Lee Boon Yang. L’8 dicembre dello stesso anno fu inaugurata la Singapore History Gallery.
È uno dei sei musei nazionali del paese. Gli altri sono i due Musei delle Civiltà Asiatiche, situati rispettivamente nell’Empress Place Building e nella Old Tao Nan School, il Singapore Art Museum, il Peranakan Museum e la National Gallery Singapore. Il Museo Nazionale di Singapore è anche uno dei monumenti nazionali del paese, designato come tale nel 1992 dal National Heritage Board. È inoltre uno dei musei più grandi dell’Asia. Il museo espone sculture, oggetti d’arte, dipinti, disegni e reperti archeologici. L’ingresso è gratuito per i cittadini di Singapore e per i residenti permanenti.

## Storia

Il museo, circa 1900

Il National Museum of Singapore fu fondato nel 1849 dal Singapore Institution Committee ed è oggi il museo più antico del Paese, come si evince anche dal suo stile architettonico ottocentesco. In origine era noto con il nome di Raffles Library and Museum e nacque come sezione bibliotecaria all’interno della Singapore Institution. Dopo vari spostamenti, nel 1887 si stabilì nella sua attuale sede, al numero 93 di Stamford Road.
Tra il 1993 e il marzo 2006, il museo fu conosciuto con il nome di Singapore History Museum, prima di tornare alla denominazione attuale, National Museum of Singapore, già adottata per la prima volta nel 1965.
Nel corso degli anni, l’edificio ha subito numerosi interventi di ampliamento e ristrutturazione. Il restauro più significativo, durato tre anni e mezzo, si è concluso il 2 dicembre 2006. La riapertura ufficiale è avvenuta il 7 dicembre 2006, alla presenza del Presidente di Singapore Sellapan Ramanathan e del Ministro per l’Informazione, le Comunicazioni e le Arti Lee Boon Yang.
Il 14 febbraio 1992, il museo è stato dichiarato Monumento Nazionale di Singapore dal National Heritage Board.

## Collezione
Nel 2019, Tang Holdings ha donato al museo una vasta collezione di cimeli appartenuti a Sir Stamford Raffles, tra cui 46 lettere autografe e una copia del suo libro The History of Java.
Nel 2022, sono stati aggiunti alla collezione i sedili del primo Airbus A380 della Singapore Airlines. Nel 2023, il museo ha acquisito un pannello Solari precedentemente utilizzato al Terminal 2 dell’aeroporto di Changi.
Nel 2024 sono entrati a far parte della collezione anche una macchina per tostare il caffè Nanyang degli anni '70 e un ascensore del 1979 dell’HDB. Nello stesso anno, il museo ha acquisito anche alcune parti di un treno SMRT Siemens C651 del 1995, dismesso nel 2024. Tra questi figurano le porte del treno, i sedili e i display delle mappe, provenienti dai convogli in servizio sulle linee Nord-Sud ed Est-Ovest (NSEWL).

## Galleria d'immagini

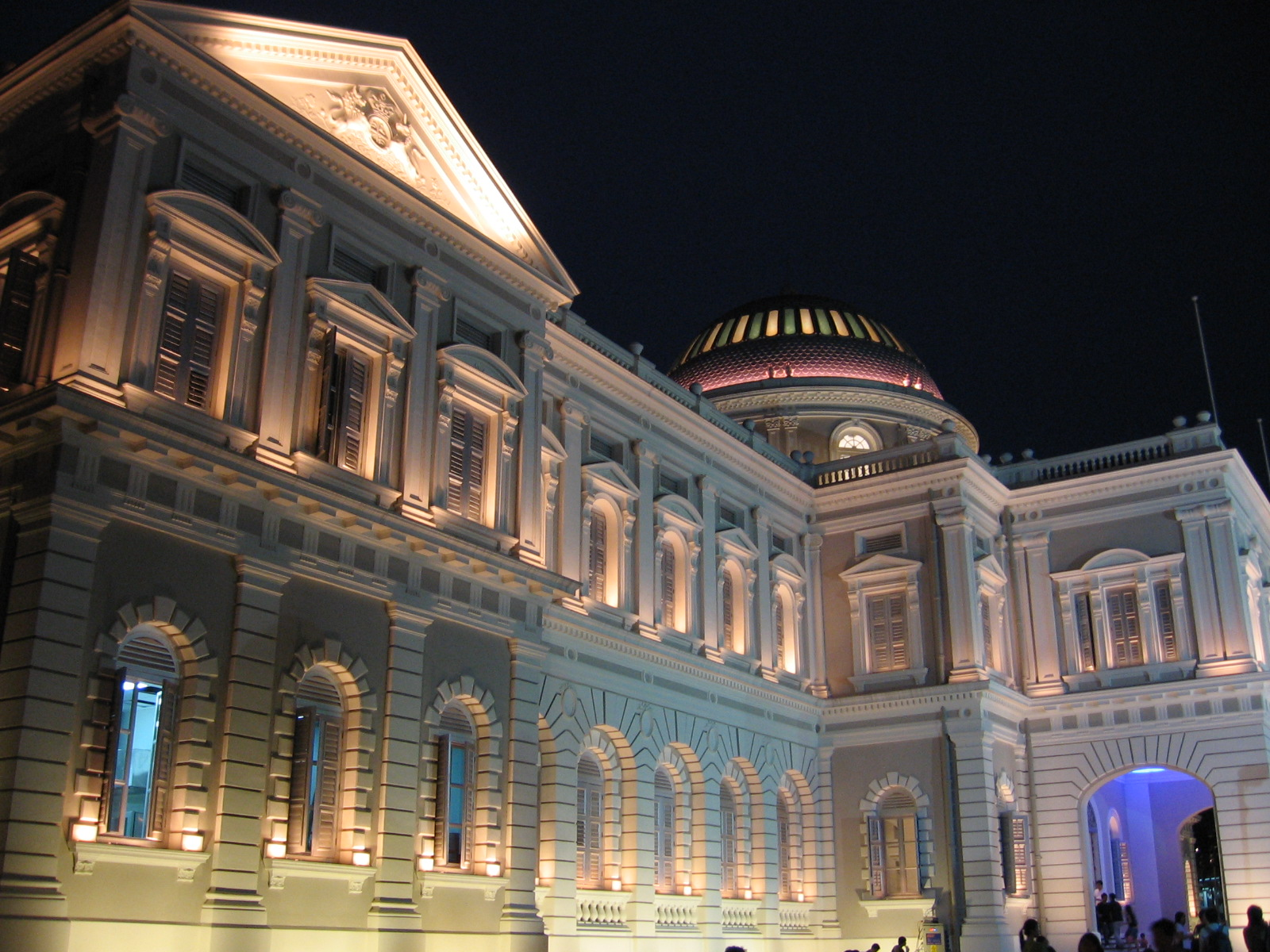
L'ala orientale del museo di notte
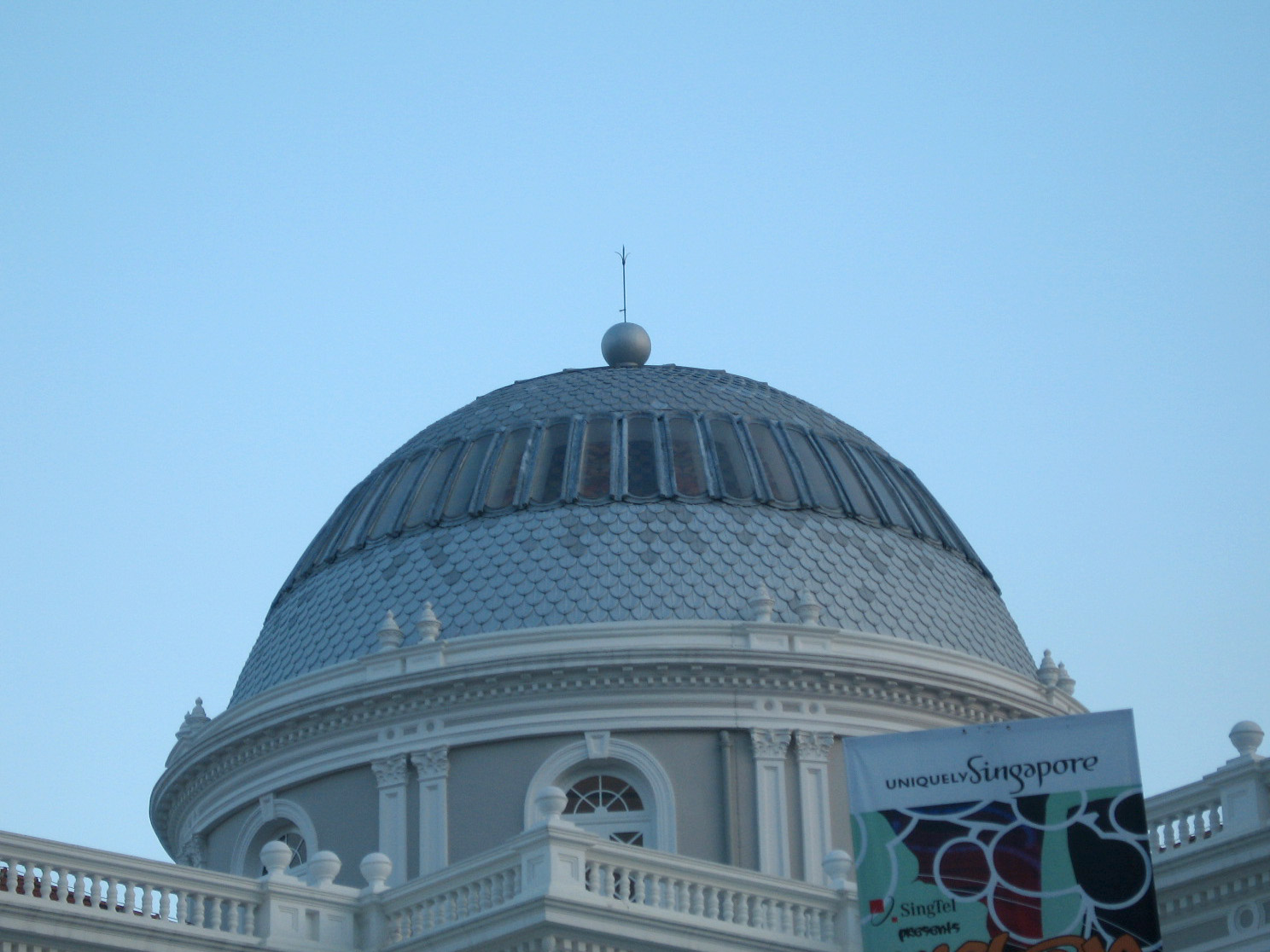
La cupola del museo è composta da 3.000 piastrelle di zinco a forma di squame di pesce e pannelli di vetro colorato
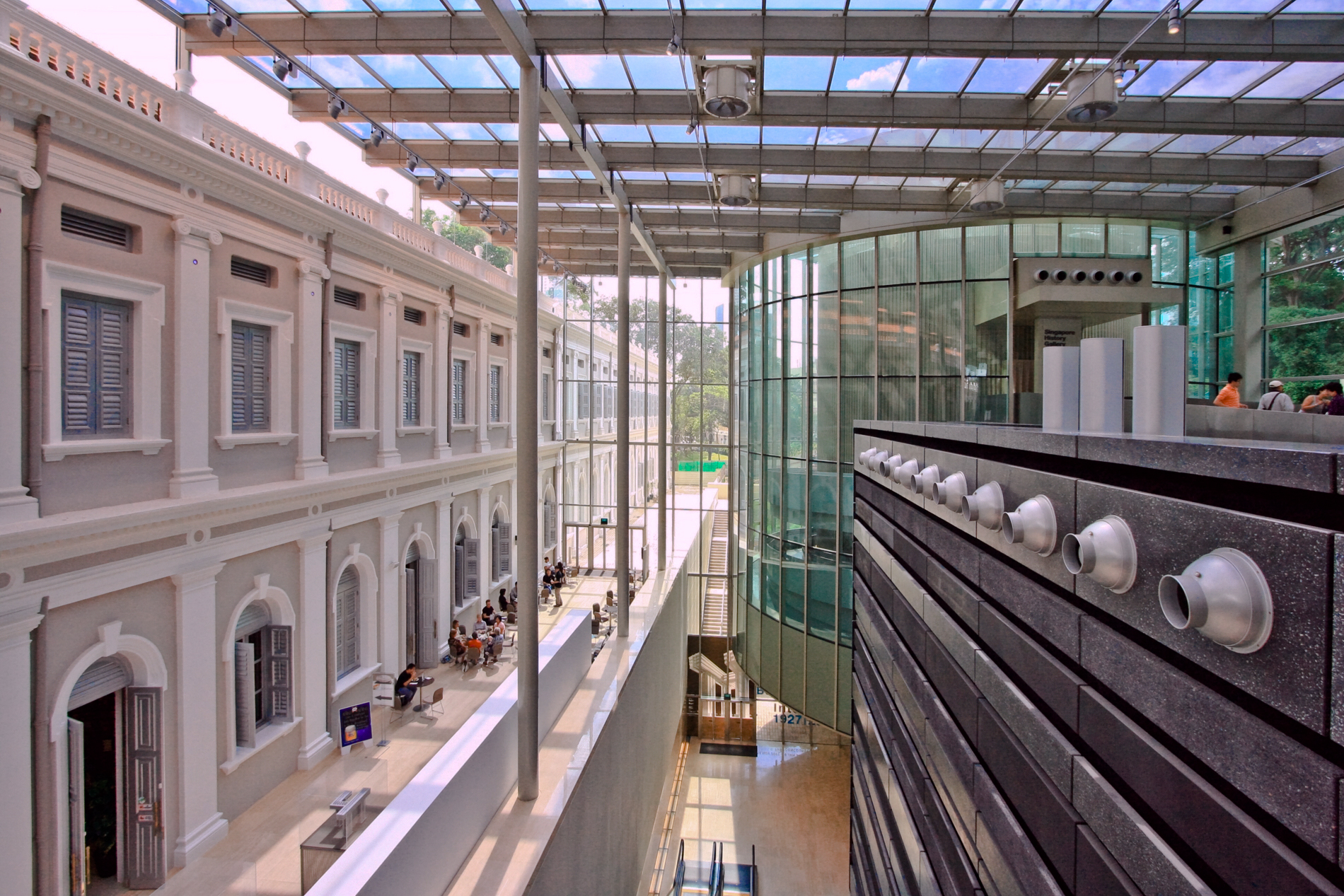
L'atrio del museo